# Station Mańczok
Station Mańczok is een spoorwegstation in de Poolse plaats Mańczok.